# BMC Invitation 1971
Il BMC Invitation 1971 è stato un torneo di tennis giocato sul cemento indoor. È stata la 1ª edizione del torneo, che fa parte del Virginia Slims Circuit 1971. Si è giocato a San Francisco negli USA dal 6 al 9 gennaio 1971.

## Campionesse

### Singolare
Billie Jean King ha battuto in finale  Rosemary Casals con il punteggio di 6–3, 6–4

### Doppio
Rosemary Casals /  Billie Jean King hanno battuto in finale  Françoise Dürr /  Ann Haydon Jones con il punteggio di 6–4, 6–7, 6–1